# Hippocrate
Hippocrate (bra: Hipócrates; prt: Verdade e Consequência) é um filme de 2014 dirigido por Thomas Lilti sobre Benjamin (Vincent Lacoste) um médico que enfrenta suas limitações após começar a trabalhar no consultório médico de seu pai. Foi exibido como parte da seção Semana Internacional da Crítica no Festival de Cannes 2014. O filme recebeu sete indicações no 40º Prêmio César, ganhando o de Melhor Ator Coadjuvante por Reda Kateb.
No Brasil, foi lançado pela Bonfilm nos cinemas em 12 de novembro de 2015. Antes do lançamento nos cinemas, a Bonfilm apresentou o filme no Festival Varilux de Cinema Francês. Em Portugal, foi apresentado no festival Festa do Cinema Francês.
Foi exibido mundialmente e gratuitamente no MyFrenchFilmFestival Cannes Special Edition 2021.

## Elenco
- Vincent Lacoste - Benjamin Barois
- Reda Kateb - Abdel Rezzak
- Jacques Gamblin - Dr. Barois
- Marianne Denicourt - Dr. Denormandy
- Félix Moati - Stéphane
- Carole Franck - Myriam
- Philippe Rebbot - Guy
- Julie Brochen - Sra. Lemoine
- Jeanne Cellard - Sra. Richard
- Fanny Sidney - Estelle
- Thierry Levaret - Sr. Lemoine

## Recepção
Na França, o filme tem uma média de 3.8/5 no AlloCiné calculada a partir de 35 resenhas da imprensa. No agregador de críticas Rotten Tomatoes, que categoriza as opiniões apenas como positivas ou negativas, o filme tem um índice de aprovação de 75% calculado com base em 20 comentários dos críticos. Em sua crítica na Variety, Charles Gant disse que "cineastas com experiência de vida significativa fora das artes criativas estão se tornando criaturas cada vez mais raras, mas o francês Thomas Lilti explora sua carreira original ao máximo em sua comédia dramática."
Jordan Mintzer no The Hollywood Reporter disse que é "um retrato sombriamente cômico e socialmente potente de um hospital em Paris, visto através dos olhos de um jovem interno fazendo suas primeiras rondas." Em sua resenha na Entertainment Weekly, Chris Nashawaty disse que Reda Kateb "dá ao filme compaixão e humanidade como um médico argelino que luta contra o racismo casual enquanto luta para cuidar de seus pacientes."